# Gabara obscura
Gabara obscura là một loài bướm đêm trong họ Erebidae.